# Anja Salomonowitz
Anja Salomonowitz (* 12. November 1976 in Wien) ist eine österreichische Filmemacherin.

## Leben
Anja Salomonowitz wuchs in einer jüdischen Familie auf und war Mitglied der sozialistisch-zionistischen Jugendorganisation Hashomer Hatzair. Sie studierte Film in Wien und Berlin und arbeitete während ihres Studiums für den Filmregisseur Ulrich Seidl.
Anja Salomonowitz entwickelte für ihre Filme eine eigene Filmsprache, in der sich Dokumentarfilm, Spielfilm und These vermischen. Dabei werden reale Erfahrungen der Menschen durch künstlerische Verfremdung verdichtet. Ihre hybriden Filme folgen alle einem strengen Farbkonzept. Sie ist bekannt dafür, dass ihre Filme explizit politisch sind und in ihrer künstlerischen Form die Grenzen und Möglichkeiten des Filmischen erweitern. Ihre Filme erhielten internationale Anerkennung und zahlreiche Filmpreise. Sie fanden Eingang in einschlägige Filmliteratur. Sie laufen auf zahlreichen internationalen Filmfestivals.
Ihr Film Kurz davor ist es passiert zum Thema Frauenhandel hatte im Forum der Berlinale 2007 Weltpremiere und gewann dort den Caligari Filmpreis. Der Film Dieser Film ist ein Geschenk denkt über Formen des Künstlerporträts nach in Form eines Porträts des Künstlers Daniel Spoerri, in dem ihr Sohn Oskar Salomonowitz den Künstler spielt.
Sie studierte Film in Wien und Berlin und arbeitete als Assistentin des Regisseurs Ulrich Seidl. Sie erarbeitete mit Studierenden an Universitäten deren Filme, u. a. an der Aalto-Universität Helsinki, Department for Film and Television oder an der Universität für Angewandte Kunst Wien. Sie ist Tutorin an der Documentary Academy am Jihlava Int. Filmfestival, gemeinsam mit dem philippinischen Filmemacher Khavn de La Cruz. Sie war Obfrau des österreichischen Dokumentarfilmverband und des Verbands Filmregie Österreich. Anja Salomonowitz arbeitet als Dramaturgin des Drehbuchverbandes. Sie hält Masterclasses zum künstlerischen Film.
Anja Salomonowitz lebt in Wien.
Anja Salomonowitz hat drei Söhne mit dem Filmregisseur Virgil Widrich, von denen einer 2020 zwölfjährig bei einem Unfall ums Leben kam.

## Werk
Eine von Salomonowitz' frühesten Arbeiten waren vier zu einem Kurzfilm aneinandergereihte „Werbespots“ gegen Rassismus: Get to Attack. Ihr erster Film, der regulär in den Kinos startete, war der 52-minütige Dokumentarfilm Das wirst du nie verstehen (2003). Darin konfrontiert sie sich selbst und Familienmitglieder mit ihrer Familiengeschichte: Die jüdische Großtante war im Konzentrationslager, ihr Kindermädchen im sozialistischen Widerstand und ihre Großmutter „tat nichts“. Der Film ist durchgehend in Weiß gehalten: Weiße Kleidung und Hintergrund sorgen für Neutralität, die Konzentration des Zusehers wird auf die Worte ihrer Familienmitglieder, die meist in Alltagssituationen aufgenommen wurden, gelenkt.
In ihrem, mit nur einer Minute Länge kürzesten, Film Codename Figaro – ein Beitrag zum Mozartjahr 2006 – wirft sie im gespielten Telefonat einer Frau mit ihrem ausländischen Verlobten die ironische, da auf die österreichische Einwanderungspolitik bezogene, Frage auf, ob „die Hochzeit des Figaro“ nur eine Scheinehe gewesen sei. Die beiden Menschen fragen sich gegenseitig im Telefonat die Antworten auf mögliche Fragen der Fremdenpolizei: „Was hast du mir zur Hochzeit geschenkt?“, „Wo habe ich Muttermale?“ Der Film endet mit einer Aufforderung: „Heiraten Sie einen Migranten aus Liebe, es ist eine Chance für ihn, in Österreich leben und arbeiten zu dürfen.“
Danach folgte Kurz davor ist es passiert, ein Dokumentarfilm über Frauenhandel. Die betroffenen Frauen werden nicht selbst gezeigt, stattdessen werden ihre Geschichten von Laiendarstellern erzählt. Durch die gekonnte Hinterfragung und Brechung üblicher dokumentarischer Strategien und Möglichkeiten fand der Film Eingang in viele Bücher, Zeitschriften und Essays über Dokumentarfilm und wurde auf vielen Filmfestivals rund um die Welt gespielt.
2012 drehte Salomonowitz mit Spanien ihren ersten Spielfilm. Das Drehbuch entstand in Zusammenarbeit mit dem Schriftsteller Dimitré Dinev. Die Musik stammt von Max Richter, die Hauptrolle des Sava wird von Grégoire Colin gespielt. 2013 folgte Die 727 Tage ohne Karamo, ein Dokumentarfilm gegen das Fremdenrecht. Darin erzählen binationale Paare von ihrem Zusammenstoß mit dem Gesetz, der Film folgt wieder einem speziellen Erzählkonzept und gewann den Silver Eye Award.
Im Mai 2015 präsentierte Anna Badora Salomonowitz als Regisseurin von Der Junge wird beschnitten als Teil ihres Programms ihrer ersten Spielzeit als Intendantin des Wiener Volkstheaters. Das Stück wurde 2016 aufgeführt. Kinder sprechen darin Texte aus Interviews mir erwachsenen Menschen zum Thema Beschneidung nach.
2019 kam Dieser Film ist ein Geschenk ins Künstlerhauskino in Wien. „Dieser Film ist ein Geschenk ist ein Film über den Künstler Daniel Spoerri. Eigentlich ist es ein Film über einen Gedanken von Daniel Spoerri: ein Film fast ohne Daniel Spoerri, eigentlich wird er meistens von einem Kind nachgespielt – um nicht weniger zu sagen, als dass alles immer irgendwie weitergeht im Leben, auch wenn man dazwischen mal stirbt.“ Auch dieser hybride Dokumentarfilm folgt ihrer erzählerischen Linie und bricht gekonnt die Tradition von dokumentarischen Oral History Filmen. Der Film stellt Fragen zu einer modernen, dokumentarischen Darstellung von Holocaust Geschichten – und zum KünstlerInnenporträt.
Mit ihrer Filmbiografie Mit einem Tiger schlafen über die Künstlerin Maria Lassnig mit Birgit Minichmayr in der Hauptrolle wurde sie zur Berlinale 2024 in die Sektion Forum eingeladen.
Mit einem Tiger schlafen ist ein kreatives, inneres Porträt der Malerin Maria Lassnig. Wie Erinnerungen und Gefühle, die in keiner Zeit verankert sind und jederzeit Bilder hervorrufen können, wie sie es bei Maria Lassnig getan haben, ist Anja Salomonowitz’ hybrider Film über die Künstlerin nicht linear erzählt. Lassnigs Werk steht vor allem für das introspektive Erspüren der eigenen körperlichen Empfindungen und deren künstlerischen Ausdruck. Der Film macht diesen visionären Zugang zur Kunst nicht nur sichtbar, sondern spür- und erlebbar. Aus der Zeit gefallen, eröffnet MIT EINEM TIGER SCHLAFEN die Gefühlswelt Maria Lassnigs.
Derzeit arbeitet sie an einem Film über die ukrainische Aktivistin Inna Schewtschenko, die prominente Gründerin der feministischen Gruppe FEMEN. Der Film ist eine Verkörperung der visuellen politischen Kunst von FEMEN und repräsentiert neuen Pop-Feminismus. Der Film ist eine Verkörperung der visuellen politischen Kunst von FEMEN und repräsentiert neuen Pop-Feminismus.
Dokumentarfilme:
- 2003: Das wirst du nie verstehen, 52 min.
- 2006: Kurz davor ist es passiert, 72 min.
- 2013: Die 727 Tage ohne Karamo, 80 min.
- 2016: Der Junge wird beschnitten, 75 min.
- 2019: Dieser Film ist ein Geschenk, 72 min.

Spielfilme:
- 2012: Spanien, 102 min.
- 2024: Mit einem Tiger schlafen, 100 min.[9]

Kurzfilme:
- 2000: Carmen, 23 min., Video
- 2001: get to attack, 5 min
- 2002: Projektionen eines Filmvorführers in einem Pornokino, 14 min., Video
- 2005: Ein Monument für die Niederlage, Videoinstallation
- 2006: Codename Figaro – Mozart 2006, 1 min., Video

## Preise
- 2010 Outstanding Artist Award des Bundesministeriums für Kunst und Kultur
- 2019 Ehrenpreis der Frauenfilmtage für die Filmreihe Widerstandskino gemeinsam mit der Regisseurin Mirjam Unger

- Auszeichnungen für Die 727 Tage ohne Karamo:
  - 2013: Silver Eye Award, Jihlava Int. Documentary Film festival[10]

- Auszeichnungen für Kurz davor ist es passiert:
  - 2006: Wiener Filmpreis[10]
  - 2007: Caligari-Filmpreis, Internationales Forum des Jungen Films – Berlinale 2007[10]
  - 2007: Innovative Artistic Award, Mar del Plata[10]
  - 2007: New Vision Best Director Award, Alba International Film Festival[10]
  - 2007: Friedensfilmpreis der Stadt Osnabrück[10]
  - 2007: Preis für die beste Bildgestaltung, Diagonale Graz[10]
  - 2007: Special Mention, Cinéma du Réel, Paris[10]

- Auszeichnungen für Das wirst du nie verstehen:
  - 2003: Publikumspreis, Wiener Studenten Filmfestival
  - 2004: Prix Regards Neufs, Visions du Réel, Nyon[10]
- Auszeichnungen für Dieser Film ist ein Geschenk
  - 2021: Franz-Grabner-Preis verliehen am österreichischen Filmfestival Diagonale[11]
- Auszeichnungen für Mit einem Tiger schlafen
  - 2024 Thomas-Pluch-Spezialpreis für das Drehbuch an Anja Salomonowitz, Diagonale, Graz[12]
  - 2024 Schauspielpreis an Birgit Minichmayr für ihre Darstellung der Maria Lassnig, Diagonale, Graz[13]
  - 2024 Preis für herausragende Produktionsleistungen an Antonin Svoboda, Diagonale, Graz[14]
  - 2024 Preis für bestes Szenenbild an Martin Reiter mit Andreas Ertl, Diagonale, Graz[15]
  - 2024 „Beste Künstlerische Leistung“ für Drehbuch und Regie an Anja Salomonowitz, Bolzano Film Festival, Bozen[16]